# 라 마르크가

라 마르크가 문장

라 마르크가(프랑스어: Maison de La Marck, 독일어: von der Mar(c)k)은 유럽 역사의 중요한 가문 중 하나이며, 마르크 백작으로서 1200년대부터 출현했다.

## 역사
라 마르크가의 역사는 베스트팔렌 지역의 알테나 성에 거주하던 베르크가의 방계 가문의 자손인 아돌프 1세 폰 데어 마르크로부터 시작되었다. 13세기 초 아돌프는 오늘날 함우엔트롭 지역인 마르크 일대의 그의 가문의 영지에 그의 자리를 잡았다. 아돌프는 그의 아버지 프리드리히 폰 베르크알테나(1198년 사망)로부터 알테나 일대의 옛 백작령과 마르크 지역의 요새들을 상속받았고 드 라 마르크 백작으로 불리기 시작했다.
원래는 베스트팔렌 공국의 쾰른 대주교가 관리자였으나, 드 라 마르크 가문은 신성 로마 제국의 자유 영지인 마르크 백국을 다스렸으며, 율리히, 클레페, 베르크, 헬러 네 개의 공작령과 더불어 라벤스베르크 백국까지 다스렸다. 가문 출신원들은 리에주, 뮌스터, 오스나브뤼크의 주교와 쾰른의 대주교가 되기도 했다. 방계는 부용 공작이 되었으며, 라 투르 도베르뉴 가문, 스당 공작, 느베르 공작, 레텔 백작 등등 을 상속했다. 안나 폰 클레페는 라 마르크 가문의 본가 출신 후손으로서 역사에 잘 알려져있다.